# Congres van de Communistische Partij van Tsjechoslowakije

Logo van de KSČ

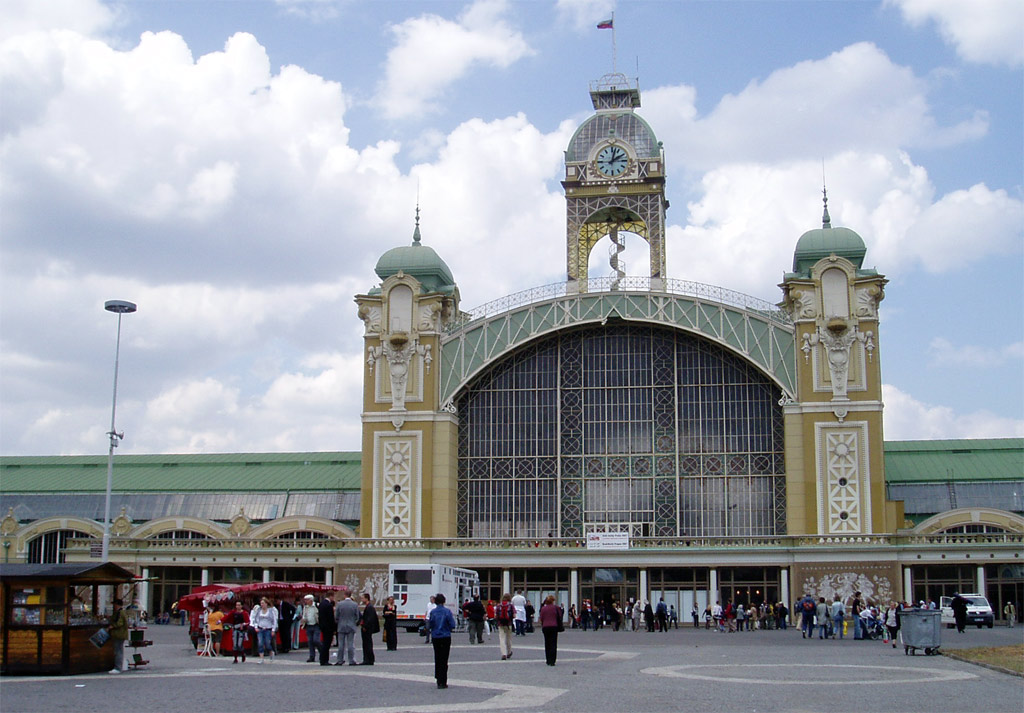
Het Industrieel Paleis in Praag waar de naoorlogse congressen van de KSČ werden gehouden.

Het Congres van de Communistische Partij van Tsjechoslowakije (Tsjechisch: Sjezd KSČ) (1921-1990) was formeel het hoogste orgaan van de KSČ. Op het Congres werd het Centraal Comité gekozen. Omdat het Centraal Comité sporadisch bijeenkwam, lag het dagelijks bestuur bij het Presidium (politbureau). Congressen vonden sinds in de regel 1971 om de vijf jaar plaats.
Tijdens het 18e Congres, dat van 3 tot 4 november 1990 werd gehouden, werd besloten om de KSČ om te vormen tot de Communistische Partij van Bohemen en Moravië (KSČM) en de Communistische Partij van Slowakije (KSS)
| Congres                  | Datum                            | Plaats             | Aantekeningen |
| ------------------------ | -------------------------------- | ------------------ | ------------- |
| Constituerend Congres    | 14 mei - 16 mei 1921             | Karlín (Praag)     | [ 1 ]         |
| Fusiecongres             | 30 oktober - 2 november 1921     | Praag              |               |
| 1e Congres               | 2 februari - 5 februari 1923     | Praag              | [ 1 ]         |
| 2e Congres               | 31 oktober - 4 november 1924     | Praag              | [ 1 ]         |
| 3e Congres               | 26 september - 28 september 1925 | Praag              | [ 1 ]         |
| 4e Congres               | 25 maart - 28 maart 1927         | Praag              | [ 1 ]         |
| 5e Congres               | 18 februari - 23 februari 1929   | Praag              | [ 1 ]         |
| 6e Congres               | 7 maart 1931 - 11 maart 1931     | Praag              | [ 1 ]         |
| 7e Congres               | 11 april - 14 april 1936         | Praag              | [ 1 ]         |
| 8e Congres               | 28 maart - 31 maart 1946         | Praag              | [ 1 ]         |
| 9e Congres               | 25 mei - 29 mei 1949             | Praag              | [ 1 ]         |
| 10e Congres              | 11 juni - 15 juni 1954           | Praag              | [ 1 ]         |
| 11e Congres              | 18 juni - 21 juni 1958           | Praag              | [ 1 ]         |
| 12e Congres              | 4 december - 8 december 1962     | Praag              | [ 1 ]         |
| 13e Congres              | 31 mei - 4 juni 1966             | Praag              | [ 1 ]         |
| 14e Congres              | 22 augustus 1968                 | Praag (Vysočanský) | ,             |
| 14e Congres              | 25 mei - 29 mei 1971             | Praag              | [ 1 ]         |
| 15e Congres              | 12 april - 16 april 1976         | Praag              | [ 1 ]         |
| 16e Congres              | 6 april - 10 april 1981          | Praag              | [ 1 ]         |
| 17e Congres              | 24 maart - 28 maart 1986         | Praag              | ,             |
| 18e Buitengewone Congres | 20 december - 21 december 1989   | Praag              | [ 1 ]         |
| 18e Congres              | 3 november - 4 november 1990     | Praag              | [ 1 ]         |

## Structuur
|  |  |                                      |                                      |                                      |                                      |                                      |                                      | Secretaris-Generaal              |  |                 |                 |                 |                 |                 |                 |  |  |
|  |  |                                      |                                      |                                      |                                      |                                      |                                      |                                  |  |                 |                 |                 |                 |                 |                 |  |  |
|  |  |                                      |                                      |                                      |                                      |                                      |                                      | Presdium van het Centraal Comité |  |                 |                 |                 |                 |                 |                 |  |  |
|  |  |                                      |                                      |                                      |                                      |                                      |                                      |                                  |  |                 |                 |                 |                 |                 |                 |  |  |
|  |  | Secretariaat van het Centraal Comité | Secretariaat van het Centraal Comité | Secretariaat van het Centraal Comité | Secretariaat van het Centraal Comité | Secretariaat van het Centraal Comité | Secretariaat van het Centraal Comité |                                  |  | Centraal Comité | Centraal Comité | Centraal Comité | Centraal Comité | Centraal Comité | Centraal Comité |  |  |
|  |  | Secretariaat van het Centraal Comité | Secretariaat van het Centraal Comité | Secretariaat van het Centraal Comité | Secretariaat van het Centraal Comité | Secretariaat van het Centraal Comité | Secretariaat van het Centraal Comité |                                  |  | Centraal Comité | Centraal Comité | Centraal Comité | Centraal Comité | Centraal Comité | Centraal Comité |  |  |
|  |  |                                      |                                      |                                      |                                      |                                      |                                      |                                  |  |                 |                 |                 |                 |                 |                 |  |  |
|  |  |                                      |                                      |                                      |                                      |                                      |                                      | Partijcongres                    |  |                 |                 |                 |                 |                 |                 |  |  |

## Verwijzingen
Partijcongres · Centraal Comité · Secretariaat · Presidium · Secretaris-generaal